# Ояма (город)
Оя́ма (яп. 小山市 Ояма-си) — город в Японии, находящийся в префектуре Тотиги. Площадь города составляет 171,61 км², население — 160 698 человек (1 июля 2014), плотность населения — 936,41 чел./км².

## Географическое положение
Город расположен на острове Хонсю в префектуре Тотиги региона Канто. С ним граничат города Тотиги, Симоцуке, Моока, Юки, Тикусей, Кога и посёлок Ноги.

## Население
Население города составляет 160 698 человек (1 июля 2014), а плотность — 936,41 чел./км². Изменение численности населения с 1980 по 2005 годы:
| 1980 | 127 226 чел. |  |
| 1985 | 134 242 чел. |  |
| 1990 | 142 262 чел. |  |
| 1995 | 150 115 чел. |  |
| 2000 | 155 198 чел. |  |
| 2005 | 160 150 чел. |  |

## Символика
Деревом города считается Quercus myrsinaefolia, цветком — Prunus pendula, птицей — Motacilla grandis.